# Diplopauropus
Diplopauropus – rodzaj skąponogów z rzędu Tetramerocerata i rodziny Diplopauropodidae.

## Występowanie
Znane z rejonów: nearktycznego i neotropikalnego.

## Systematyka
Dotychczas opisano 2 gatunki:
- Diplopauropus muchmorei Scheller, 1989[2]
- Diplopauropus vesiculosus Scheller, 1988[1]